# رمزي الغزوي
رمزي الغزوي هو أديب وإعلامي أردني عربي، يعمل محاضرا متفرغا في الجامعة الأردنية، وعمل عضو هيئة تدريس في جامعة فيلادلفيا كلية الآداب والفنون قسم الصحافة، وهو كاتب عمود صحفي يومي (مجرات) في جريدة الدستور الأردنية، له ثمانية عشر مؤلفاً إبداعياً في مختلف صنوف الأدب (شعر، وقصة، وأدب أطفال، ونصوص مكان، ومقالات وأدب الرحلات)، يقيم في مدينة عمان، وهو مواليد عجلون 1972، حاصل على ماجستير في الصحافة الإعلام الحديث من معهد الإعلام الأردني/ الجامعة الأردنية ونال الكثير من الجوائز الأدبية والصحفية، أبرزها جائزة عبد الحميد شومان لأدب الأطفال عن روايته قمر ورد 2014، وجائزة أفضل مقالة صحفية عربية (جائزة محمد طبلية) 2012، وجائزة أفضل كاتب مقال صحفي لعام 2008، وجائزة إربد مدينة الثقافة الأردنية لأدب الأطفال لعام 2007 وجائزة تيسير سبول للقصة القصيرة 2000، كما نال لقب شاعر الطلبة العرب/ بغداد 1994 إبان دراسته للفيزياء في الجامعة المستنصرية (تخرج 1994). وهو متزوج وأب لطفلين وطفلة.

## العضوية
والغزوي عضو رابطة الكتاب الأردنيين/ عضو الهيئة الإدارية، ويشغل منصب أمين الثقافة والنشر فيها. وهو مدير تحرير مجلة أوراق الصادرة عنها. ويتمتع بعضوية الاتحاد العام للأدباء والكتاب العرب، كما أنه عضو في نقابة الصحفيين الأردنيين، واتحاد الصحفيين العرب، ومنظمة الصحفيين العالمية والاتحاد الدولي للصحفيين. وعضو في رابطة القلم الدولية.

## عمله
يشغل رمزي الغزوي مدير تحرير دائرة الطفل في جريدة الدستور، ويشرف على ملحق (واحة البراءة) الصادر عنها، ويعمل معداً ومقدما لبرامج ثقافية وحوارية منوعة في أكثر من إذاعة. أبرزها إذاعة الجامعة الأردنية.
وكان عمل مديراً لتحرير مشروع مؤسسة محمد بن راشد لعروض الكتب في الأردن ومصر. ويكتب في أكثر من مجلة محلية وعربية، منها أفكار، والعربي. والكاتب العربي، وماجد. وقد شارك في العديد من المهرجانات منها: (جرش، المربد، السلام الدولي، الكرك الثقافي الأول، عجلون الأول، الأخوة العربي، معرض الكتاب الدولي في القاهرة، فعاليات إربد مدينة الثقافة) وقد اختيرت مؤلفاته لمشروع الذخيرة العربي/جامعة الدول العربية، واختير أربعة من مؤلفاته لمشروع مكتبة الاسرة/وزارة الثقافة الأردنية. 
وهو مؤسس ومشرف مشروع بشاير جرش الإبداعات الشبابية في مهرجان جرش للثقافة والفنون. وهو مؤسس ومدير صالون وادي الطواحين الثقافي الفائز بجائزة التمكين الديمقراطي لعام 2015 صندوق الملك عبد الله للتنمية.

## إصداراته الأدبية
- غبار الخجل: قصص 2000 وزارة الثقافة
- مواء لجلجامش/ قصص 2003
- موجة قمح/قصص صادرة بدعم من أمانة عمان2005
- أصابعي ترى/قصص أطفال، ضمن سلسلة ثقافة الطفل2006
- لهفة الدحنون وخصوبة الحروب/مقالات بدعم من وزارة الثقافة 2007
- خيط من زيت/ ديوان شعر من منشورات إربد مدينة الثقافة الأردنية
- مدن عاجزة نفسياً:-ديوان شعر-وزارة الثقافة 2009-
- صفصاف وادي الطواحين:/ نصوص مكان/أمانة عمان 2009
- ثورة اللوتس:/ مقال 2011
- الحياة ساكورا:/ خواطر 2011
- أنطلق بسرعة الضوء: قصص أطفال/ 2012أمانة عمان/ ومكتبة الأسرة.
- الشمس نجوم تتجمع: قصص للأطفال/2012 منشورات وزارة الثقافة الأردنية
- ابنة الغيم /نصوص في المكان العجلوني
- قمر ورد رولية لليافعين 2015
- كشكول علمي 2015 منشورات أمانة عمان
- تطريز على طريق الحرير أدب رحلات 2018
- دموع الليل قصص للأطفال 2018
- زهريت مجموعة قصصية 2019

## وصلات خارجية
- رمزي الغزوي على موقع أرشيف الشارخ